# Франсуа Араго
Франсуа́-Жан-Доміні́к Араго́ (фр. François Jean Dominique Arago, Франсе́ск-Жуа́н-Думе́нак Араго́ кат. Francesc Joan Domènec Aragó; 26 лютого 1786 — 2 жовтня 1853) — французький науковець і політичний діяч каталонського походження.
Член Паризької академії наук (з 1809 р.) і її секретар (з 1830 р.). З 1851 р. — директор Паризької астрономічної обсерваторії.
Відомий працями з астрономії, оптики, електромагнетизму, метеорології та фізичної географії. Дослідженнями спектрального складу світла, яке приходить до Землі від змінної зорі Алголь, Араго довів, що у міжзоряному просторі швидкості поширення світла всіх кольорів однакові (див. дисперсія світла).

## Життя і праці
Франсуа Араго народився в Естажелі (поблизу Перпіньяна). У 1803—1805 роках вчився в Політехнічній школі в Парижі. У 1805 році був призначений секретарем Бюро довгот, в 1805—1809 як співробітник цього бюро працював у геодезичній експедиції в Іспанії. Протягом 1809—1831 років — професор Політехнічної школи, з 1830 року — директор Паризької обсерваторії.
У 1830—1848 роках — член палат депутатів, двічі призначався президентом Паризької муніципальної ради. Після Лютневої революції 1848 року увійшов до складу тимчасового уряду, спочатку займав пост міністра флоту та армії, потім — президента Виконавського комітету.
Наукові роботи відносяться до оптики, електромагнетизму, астрополяриметрії, а також до історії астрономії, фізики та математики. Відкрив (1811) хроматичну поляризацію світла, сформулював (1811) умови, необхідні для виникнення кілець Ньютона, вперше спостерігав (1812) обертання площини поляризації у кварці, відкрив часткову поляризацію світла при віддзеркаленні та заломленні. Першим спостерігав (1820) намагнічування залізної тирси електричним струмом, відкрив (1824) магнетизм обертання — дія металевого диска, що обертається, на магнітну стрілку.
Створив низку оптичних приладів для астрономії, фізики та метеорології. У 1811 році сконструював полярископ для визначення ступеня поляризації. За допомогою цього приладу вперше вивчив поляризацію випромінювання сонячної корони, кометних хвостів, поверхні Місяця; відзначив, що поляризація світла від місячних морів більша, ніж від материкових ділянок. У 1815 році створив ціанометр для вимірювання ступеня блакиті неба (пізніше цей прилад використовувався для визначення глибини моря). У 1833 році побудував фотометрію для визначення блиску зірок. Удосконалив окулярний мікрометр для вимірювання малих кутів і визначав з його допомогою діаметри планет.
Низка досліджень присвячена атмосферній оптиці. У 1805—1806 роках разом з Ж. Б. Біо вивчав чинники, що впливають на рефракцію світла в земній атмосфері, і експериментально довів, що головними є температура і тиск повітря, а вплив вологості неістотний. Пояснив мерехтіння зірок явищем інтерференції та асиметрією шарів атмосфери щодо спостерігача. У 1809 році знайшов, що випромінювання денного неба частково поляризоване і що максимальна поляризація спостерігається на відстані 90 від Сонця, знайшов точку на небі з нульовою поляризацією (нейтральна точка Араго).
Справив великий вплив на французьку науку. Підтримав О. Френеля в розробці хвильової теорії світла. За його вказівками Іпполіт Фізо і Леон Фуко зміряли швидкість світла й отримали перші фотографії Сонця, а Урбен Левер'є зайнявся вивченням руху Урана, що привело його до відкриття Нептуна.
Араго був талановитим популяризатором науки. З 1813 по 1846 рік регулярно читав у Паризькій обсерваторії лекції для широкої публіки. Автор «Популярної астрономії» (т. 1—4, 1854—1857), а також «Біографій знаменитих астрономів, фізиків і геометрів» (т. 1—3, 1859—1861).
Іноземний почесний член Петербурзької АН (1829).